# Knepp Castle
Knepp Castle er en middelalderborg vest for landsbyen West Grinstead i West Sussex i England ved floden Adur og A24. Navnet menes at stamme fra det angelsaksiske ord "cnæp", der refererer til højen, som den står på.
Oprindelig var Knepp Castle en motte and bailey-fæstning i træ, der blev opført i 1100-tallet af William de Braose. Den blev genopbygget i sten med et to-etagers keep 1214 af kong John. Ud over John havde borgen flere kongelige besøgende: Henrik 3. i 1218, Edward 2. i 1324 og Richard 2. i 1384. Derefter forfaldt bygningen. Størstedelen af den blev ødelagt i 1720'erne. Tidligt i 1800-tallet blev resterne forstærket og indhegnet af sir Charles Burrell for at beskytte dem mod yderligere forfald.
Borgen står på en oval forhøjning, der er udbygget fra en naturlig bakke, og er omgivet af grøft og voldanlæg. Grøften, der får vand fra en sø, fungerede som voldgrav og var fyldt med vand i 1700-tallet.
Ruinerne består af en enkelt mur, der er 11 meter høj, 9,5 m lang og 2,5 meter tyk, med en døråbning og en åbning over den. Denne mur var tilsyneladende nordenden af den vestlige mur i tårnet eller keepen.
Navnet Knepp Castlebruges også om en kreneleret herregård i nygotisk stil der er bygget tæt ved i 1800-tallet af sir Charles Merrick Burrell efter John Nash' tegninger.

## Rewilding
Siden 2001 har godset som Knepp Wildland været en del af et banebrydende rewildingprojekt på 1.400 hektar, der tidligere var landbrugsarealer. Det er det første storskalanaturgenopretningsprojekt i lavlandet i England. Der findes flokke af af fritgående engelsk langhorn , Exmoor-ponyer, Tamworth svin, rådyr og dådyr til at gendanne habitatet i dynamiske naturlige processer. I projektet har man iagtaget en spontan genindvandring af mange sjældne arter.
Det er nu yngleområde for Irissommerfugl, tyrkerdue og nattergale.
På seks og en halv hektar arbejdes med at genindføre hvid stork til England. Unge fugle opdrættes her og udsættes som voksne. Sussex was chosen for its strong historical associations with the stork. The programme aims to establish a breeding population in Britain for the first time since 1416.